# Mesothuria carnosa
Mesothuria carnosa is een zeekomkommer uit de familie Mesothuriidae.
De wetenschappelijke naam van de soort werd in 1907 gepubliceerd door Walter Kenrick Fisher.